# Radijevići (Republika Serbska)
Radijevići (cyr. Радијевићи) – wieś w Bośni i Hercegowinie, w Republice Serbskiej, w gminie Novo Goražde. W 2013 roku liczyła 2 mieszkańców.